# Bintuhan
Bintuhan is een bestuurslaag in het regentschap Lahat van de provincie Zuid-Sumatra, Indonesië. Bintuhan telt 154 inwoners (volkstelling 2010).